# إيملي ماي سميث
إيملي ماي سميث (بالإنجليزية: Emily Mae Smith)‏ هي رسامة وفنانة أمريكية، ولدت في 1979 في أوستن في الولايات المتحدة.